# Fetosín

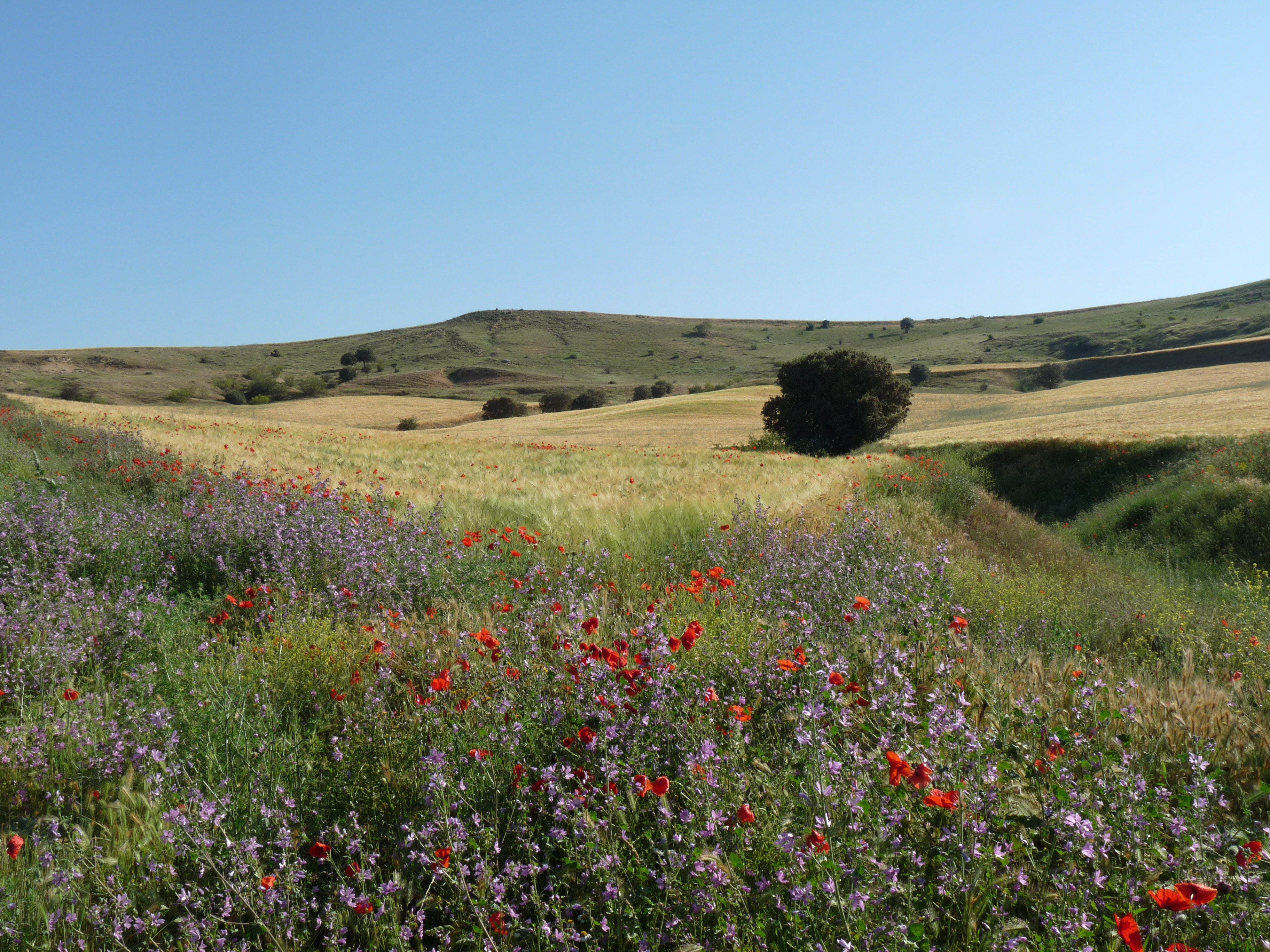
Campos de labranza de la provincia de Segovia

El  fetosín es una institución de reparto de tierras de labranza, reglada mediante derecho consuetudinario, propia de la provincia de Segovia (España). Hoy muy minoritaria, consiste en que parte de las tierras labrantías del término municipal se parcelaban en lotes o suertes y se cedían a los vecinos mediante adjudicación vitalicia, siguiendo un orden de prioridad establecido según el criterio de la antigüedad en la vecindad y con arreglo a ordenanzas tradicionales, generalmente no escritas.